# WordPerfect Office
WordPerfect Office — офисный пакет. Разработчиком и собственником является Corel Corporation. По состоянию на август 2018 последней версией является WordPerfect Office X9 (соответствует номеру 19), доступный в различных версиях, в том числе Standard, Professional и Home & Student Edition.
Параллельно распространяется более ранний пакет WordPerfect Office 12 Small Business Edition, включающий широкий набор приложений, в том числе для редактирования фотоизображений и средства интернет-безопасности.
Предшественником был пакет WordPerfect Suite, собранный фирмой Novell в 1994 из различных, ранее не интегрированых приложений, из которых наиболее известным был WordPerfect. Пакет был продан корпорации Corel в 1996 г.

## Компоненты

### Версия X7
Основные компоненты WordPerfect Office X7 — Standard Edition:
- WordPerfect X7, текстовый процессор (.wpd)
- Quattro Pro X7, электронная таблица (.qpw)
- Presentations X6, программа создания презентаций и слайд-шоу (.shw)
- WordPerfect MAIL, почтовый клиент и личный информационный менеджер.

Бизнес-ориентированный пакет WordPerfect Office X4 — Professional Edition не включает WordPerfect MAIL, но включает следующие компоненты:
- Paradox, программа управления базами данных.
- WordPerfect Office Software Development Kit, включает спецификацию форматов файлов для WordPerfect Office и различные средства разработки.

### Предыдущие версии
Прочие приложения, входившие в старые пакеты, но не включённые в новые:
- InfoCentral, личный информационный менеджер.
- CorelCENTRAL, личный информационный менеджер.
- Trellix, программа для веб-дизайна.
- Dragon NaturallySpeaking, программа распознания речи (входила только в расширенные пакеты, но не в стандартный).

## Проблемы с Юникодом
Вплоть до версии X5, несмотря на продолжающуюся критику, в WordPerfect Office не была внедрена поддержка Юникода. Для знаков, не входящих в стандартную латиницу, WordPerfect использовал собственную кодировку и собственные шрифты. По данной причине WordPerfect Office не получил широкого распространения за пределами англоязычного мира. В то же время этот офисный пакет пользуется спросом среди англоязычных юристов.
Несмотря на проблемы с языками, основанными на нелатинской графике, до середины 2000 года официальные документы ООН на арабском, английском, испанском, русском и французском языках создавались в формате WordPerfect.
Начиная с пакета X5 поддержка Юникода обеспечена во всех приложениях WordPerfect Office, но она позволяет только создавать документы в формате Юникод с нуля. Что касается совместимости с документами Юникод в формате Microsoft Office, то до сегодняшнего дня (актуальная версия пакета WordPerfectOffice X8) она так и не была реализована. При попытке открытия документа в формате Microsoft Excel с кириллическим текстом в Quattro Pro текст превращается в нечитаемые символы. А поскольку всеобщая распространенность файлов формата Microsoft Office не позволяет избежать взаимодействия с ними, то отсутствие поддержки импорта делает пакет бесполезным для русскоязычного пользователя.

## Выпущенные версии
- 1994 — Novell Perfect Office for Windows 3.1 — WP 6.1, Quattro Pro 6.0, Presentations 3.0, InfoCentral 1.1, Paradox 5.0 (Paradox включён только в пакет Professional)
- 1996 — Corel WordPerfect Suite 7 for Windows 95.
- 1996 — Corel WordPerfect Suite, DOS — WP 6.2, Quattro Pro 5.6, Presentations 2.0
- 1997 — Corel WordPerfect Suite 8.
- 1999 — WordPerfect Office 2000 Professional (WordPerfect 9, Quattro Pro 9, Presentations 9, Paradox 9, CorelCENTRAL 9, Trellix 2)
- 2001 — WordPerfect Office 2002 (версия 10)
- 2003 — WordPerfect Office (версия 11)
- 2004 — WordPerfect Office (версия 12)
- 2006 — WordPerfect Office X3 (версия 13)
- 2008 — Wordperfect Office X4 (версия 14) с поддержкой PDF, форматов OpenDocument и Office Open XML
- 2010 — WordPerfect Office X5 (версия 15)
- 2012 — WordPerfect Office X6 (версия 16)
- 2014 — WordPerfect Office X7 (версия 17)
- 2016 - WordPerfect Office X8 (версия 18)
- 2018 - WordPerfect Office X9 (версия 19)

## Версии для Macintosh
Из перечисленных компонентов пакета только WordPerfect имел версию для Macintosh. Развитие прекратилось на версии 3.5e, которую компания Corel выпустила как бесплатный программный продукт (freeware) в 1998.